# Rapoltu Mare, Hunedoara
Rapoltu Mare, mai demult Rapolt (în germană Großrapolt, Gross-Rapolten, Gross-Rapolden, în maghiară Nagyrápolt, Magyarrápolt, Rápolt) este satul de reședință al comunei cu același nume din județul Hunedoara, Transilvania, România.

## Așezare
Localitatea Rapoltu Mare este situată în parte nord-estică a județului Hunedoara, pe malul drept al Mureșului, între orașele Simeria și  Geoagiu (stațiune balneoclimaterică).

## Obiective turistice
- Tufurile calcaroase din Valea Bobâlna (rezervație naturală, 12,5 ha).

## Lăcașuri de cult

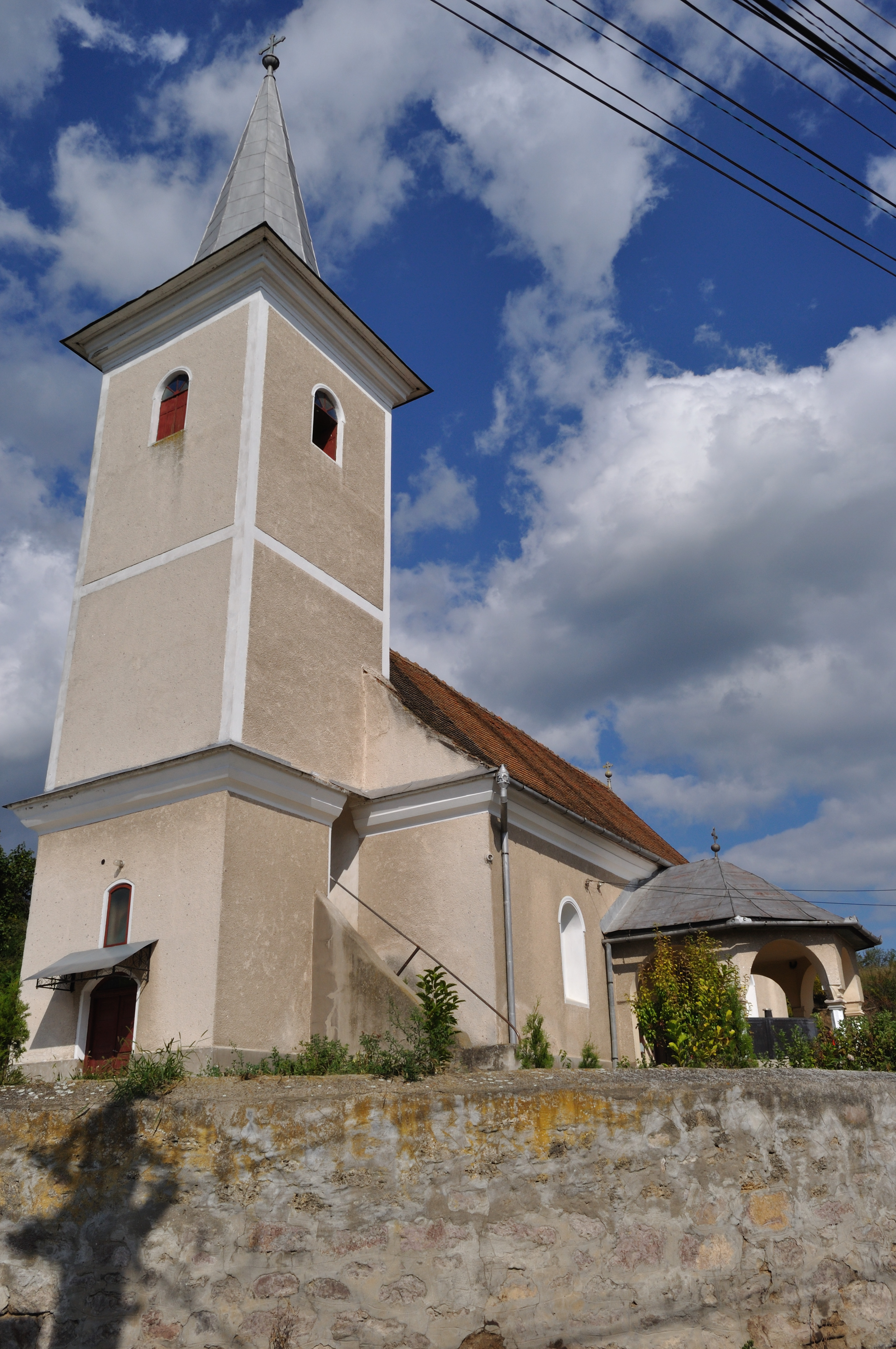
Biserica ortodoxă din Rapoltu Mare

Centrul comunal Rapoltu Mare păstrează două lăcașuri românești din piatră. Prima în ordine cronologică este biserica ortodoxă „Cuvioasa Parascheva”, construită în anul 1785, în timpul păstoririi preotului Aron Popovici; conscripțiile anilor 1805 și 1829-1831 o menționează ca atare. Este un lăcaș de cult de plan dreptunghiular, de mari dimensiuni, cu absida semicirculară ușor decroșată, prevăzută cu un turn-clopotniță înalt, cu o fleșă zveltă, învelită în tablă. În dreptul intrării sudice (alte două se găsesc pe laturile de miazăzi și de miazănoapte ale clopotniței) a fost adosat un pridvor deschis de zid. Lăcașul, renovat în anii 1909, 1942, 1946, 1958-1960, 1968, 1985 și 2006-2008, a fost împodobit iconografic, în tehnica „frescă”, în 1957-1958 de pictorii Constantin și Vasile Nițulescu din București.

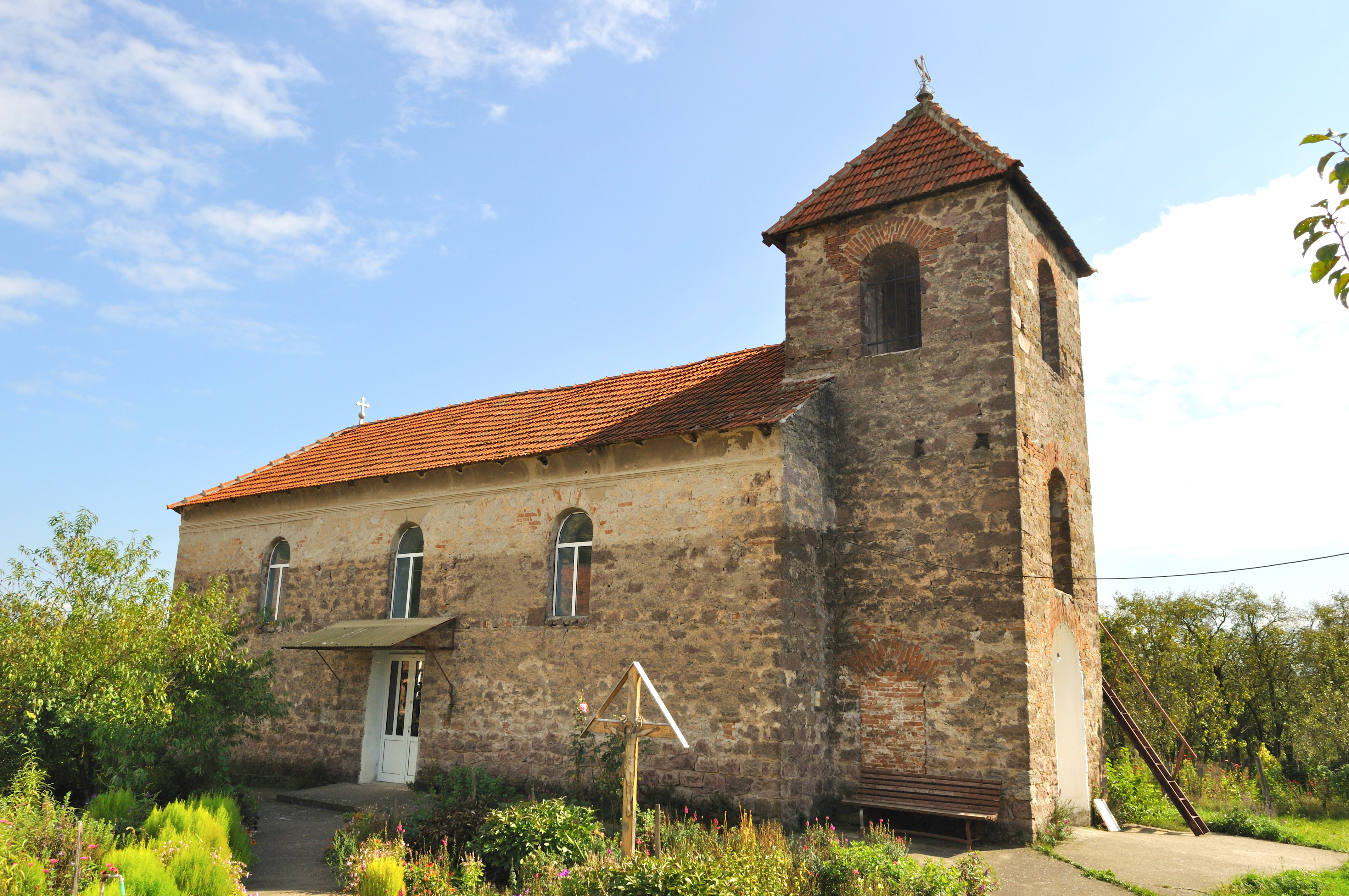
Biserica greco-catolică din Rapoltu Mare

Cealaltă biserică, aparținătoare obștii unite din localitate, a fost ridicată în anul 1931, în timpul păstoririi preotului Vasile Berinde. Pereții edificiului înscriu planul dreptunghiular, cu absida nedecroșată, poligonală, cu trei laturi. Pe latura de nord a naosului, respectiv pe cea vestică a turnului-clopotniță masiv, s-au practicat două intrări scunde. Lăcașul, acoperit în întregime cu țiglă, a deservit, din 1948 și până după 1990, în paralel cu cealaltă biserică, parohia ortodoxă locală. Predecesoarea acestuia a fost o bisericuță din prima jumătate a secolului al XIX-lea, menționată în tabelele conscripției din anii 1829-1831.

## Monumente istorice
- Biserica reformată (sec.XIV)
- Ansamblul conacului Daniel (sec.XVIII)
- Ansamblul rural Rapoltu Mare (jumătatea de nord a satului, la dreapta drumului Bobâlna-Rapolțel, sfârșitul sec.XIX)

## Imagini

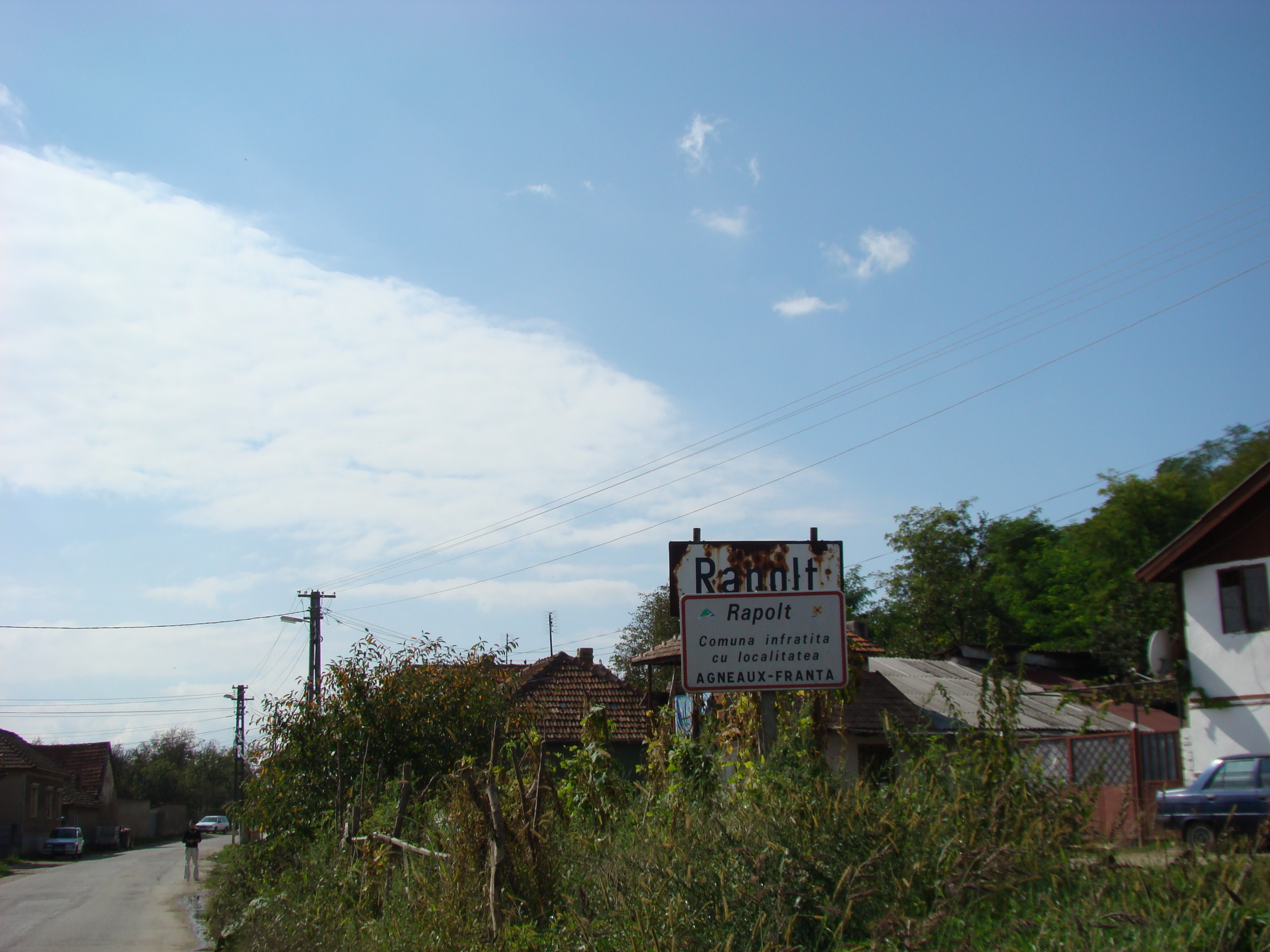
Rapoltu Mare
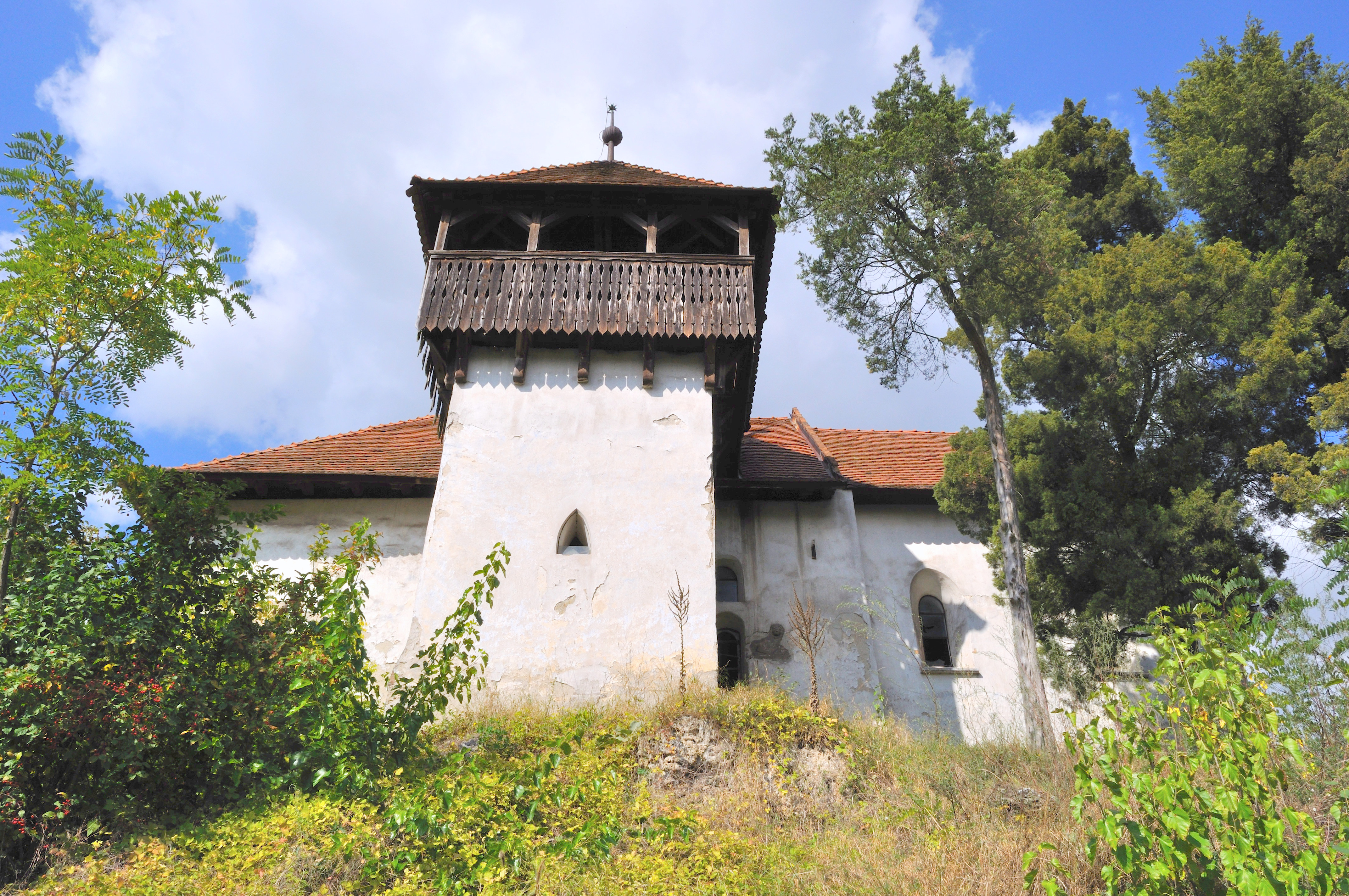
Biserica reformată din Rapoltu Mare
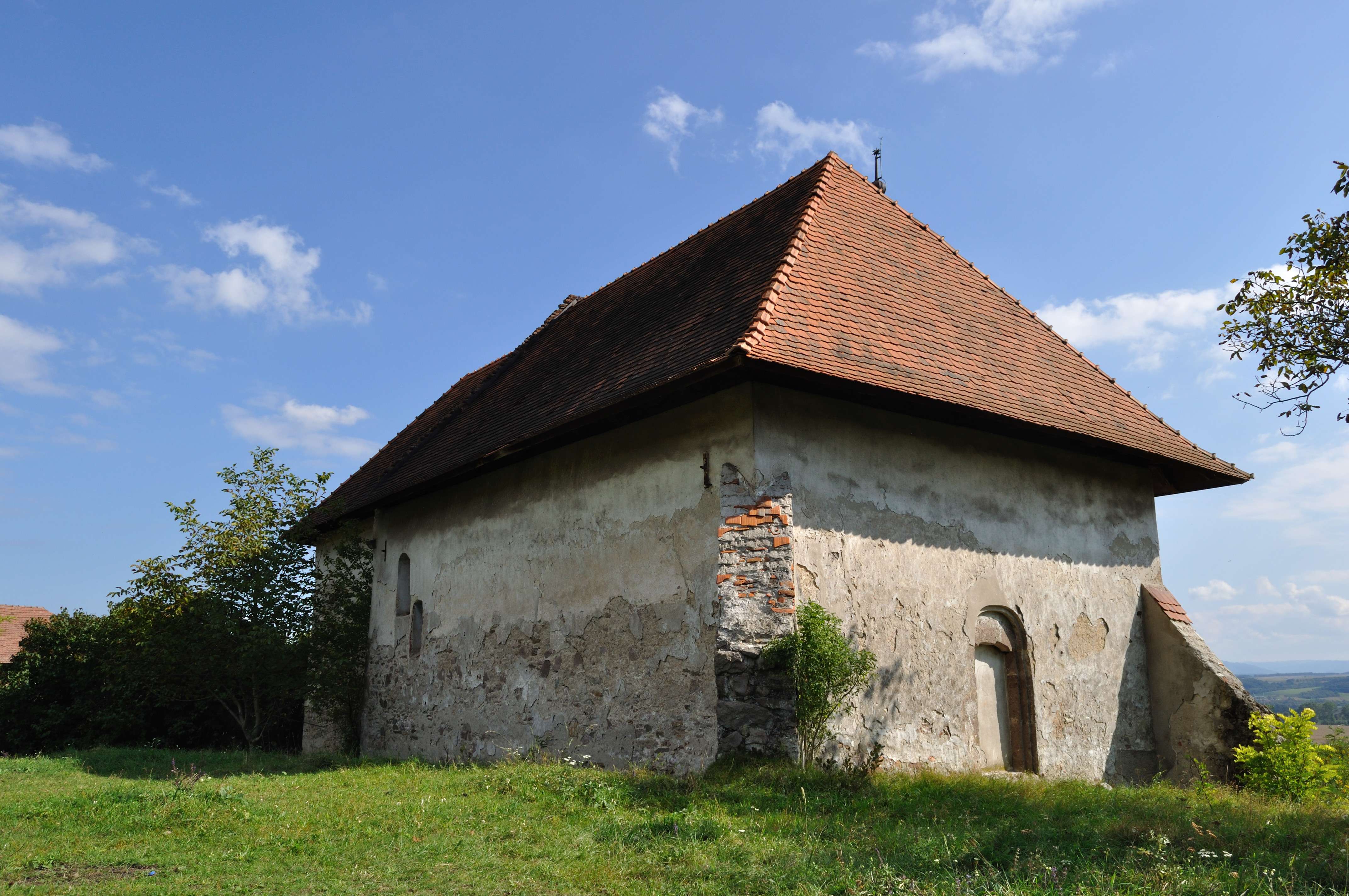
Biserica reformată din Rapoltu Mare
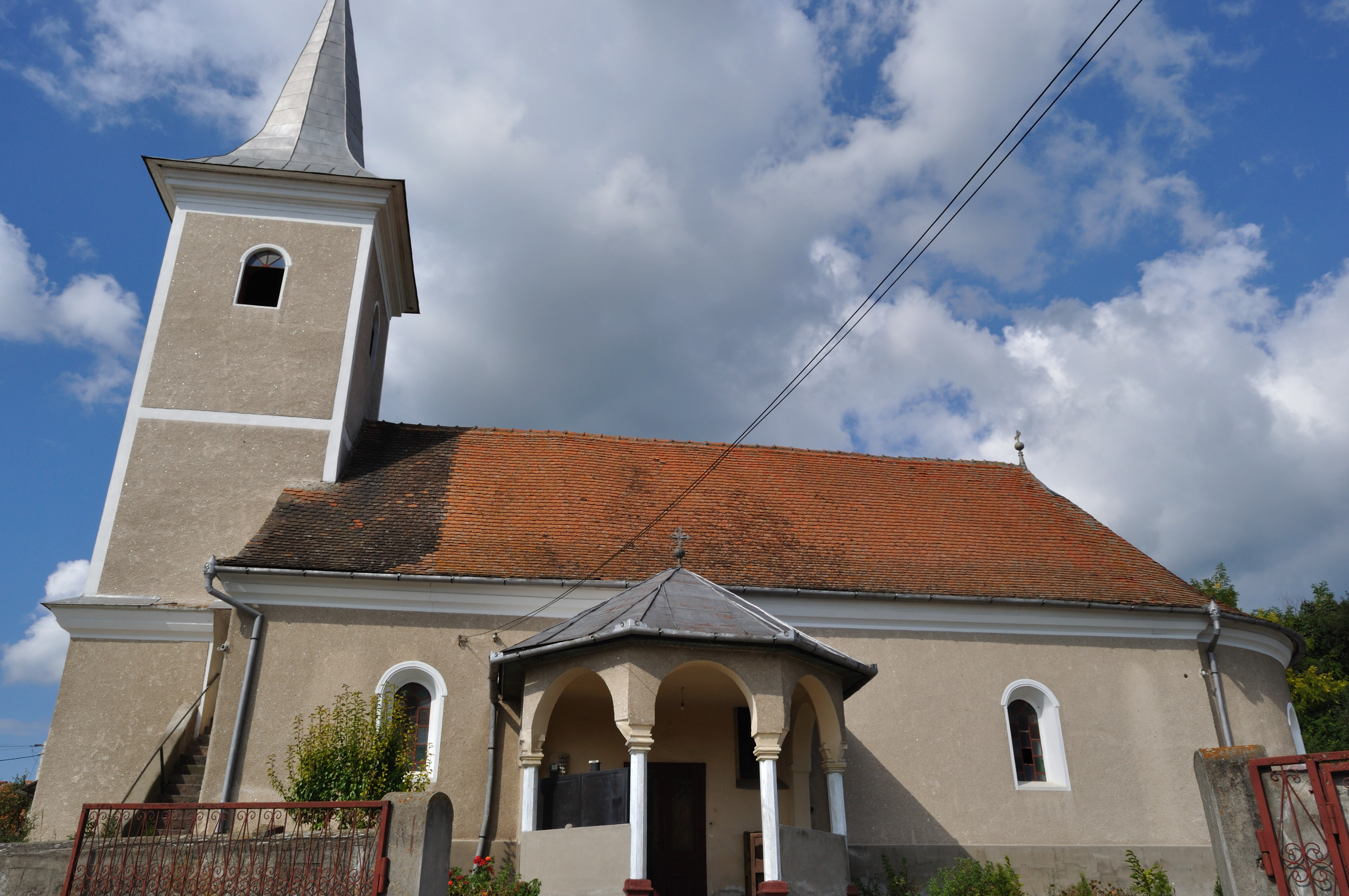
Biserica ortodoxă din Rapoltu Mare
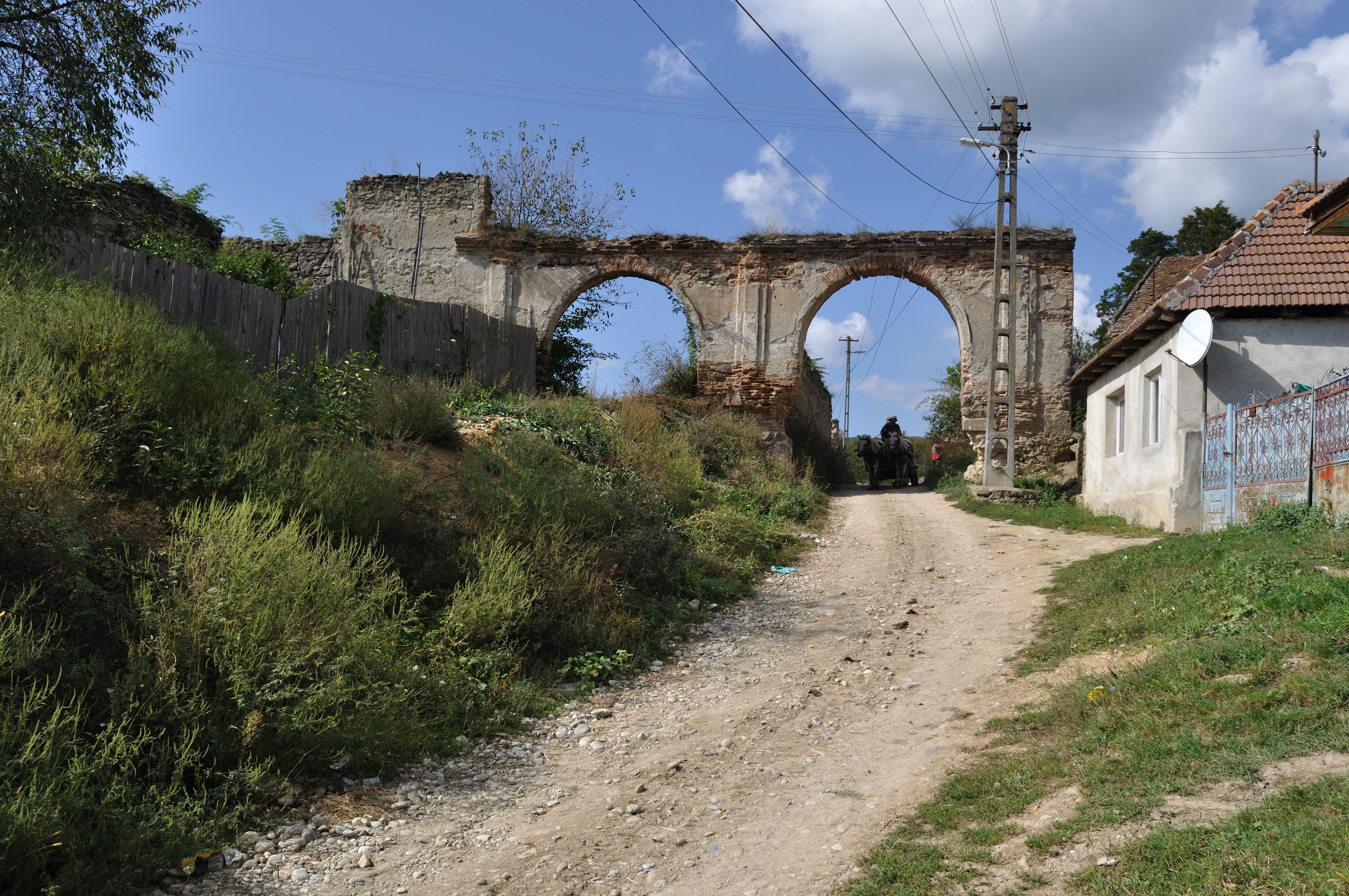
Ansamblul conacului Daniel din Rapoltu Mare
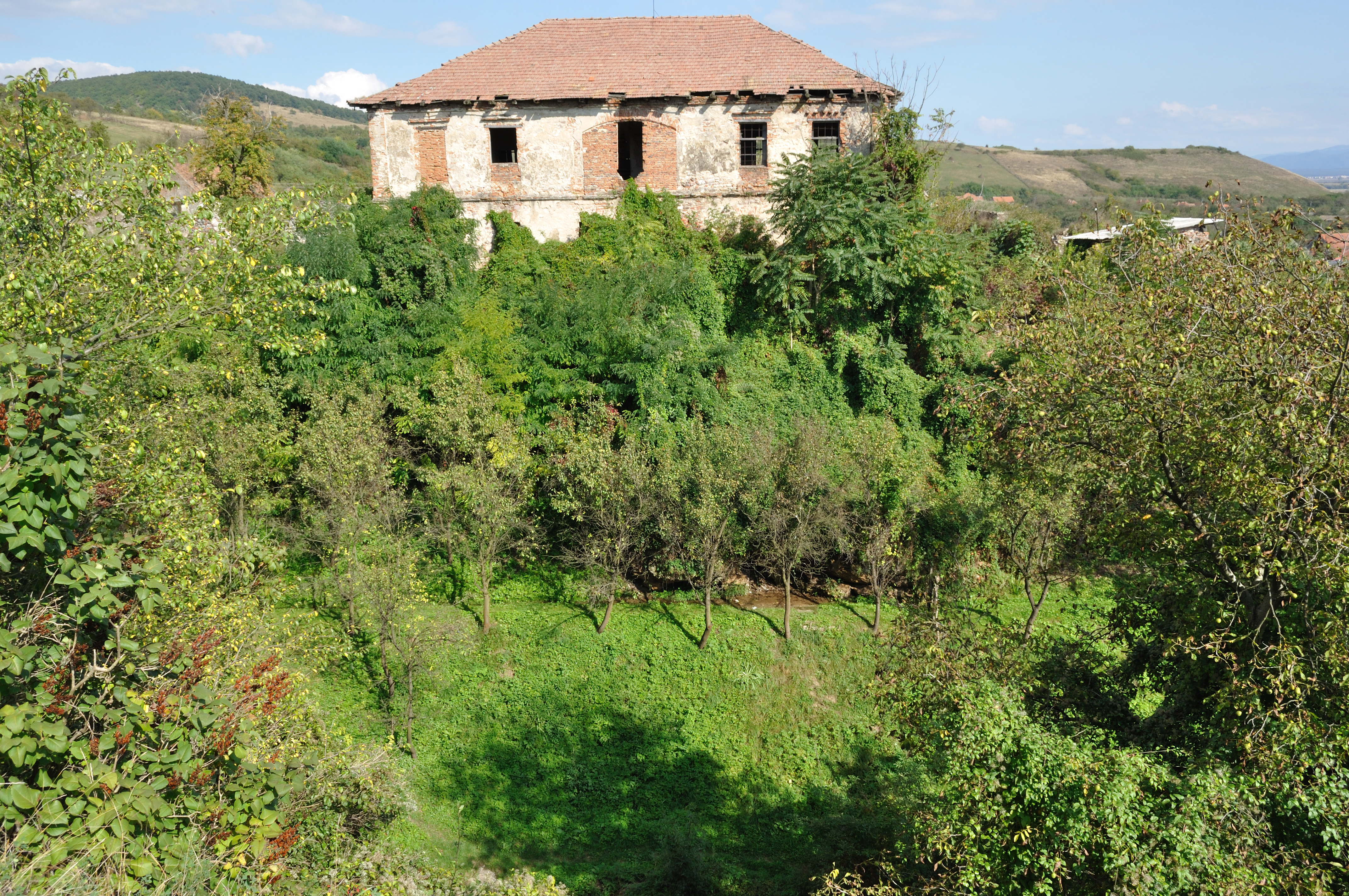
Ansamblul conacului Daniel din Rapoltu Mare